# Peter Kern
Peter Kern (Vienna, 13 febbraio 1949 – Vienna, 26 agosto 2015) è stato un attore, regista, sceneggiatore e produttore cinematografico austriaco.

## Biografia
Ha fatto le prime esperienze teatrali con la compagnia dei Sängerknaben. Dopo essersi fatto un nome nei palcoscenici della capitale austriaca è stato chiamato a recitare nei maggiori teatri tedeschi e negli anni '70 è diventato un volto ricorrente del nuovo cinema tedesco.
Dopo aver prodotto alcuni film d'autore, nel 1987 ha fatto il suo esordio da regista e sceneggiatore con il film Crazy Boys. Nei suoi film ha toccato spesso i temi dell'emarginazione e dell'omosessualità. Nel 2012 ha ricevuto l'Hofer Filmpreis alla carriera.

## Filmografia parziale

### Attore
- I desideri morbosi di una sedicenne (O Happy Day), regia di Zbyněk Brynych (1970)
- Ludwig - Requiem per un re vergine (Ludwig - Requiem für einen jungfräulichen König), regia di Hans-Jürgen Syberberg (1972)
- Questa notte o mai (Heute nacht oder nie), regia di Daniel Schmid (1972)
- Karl May, regia di Hans-Jürgen Syberberg (1974)
- La Paloma, regia di Daniel Schmid (1974)
- Il diritto del più forte (Faustrecht der Freiheit), regia di Rainer Werner Fassbinder (1975)
- Falso movimento (Falsche Bewegung), regia di Wim Wenders (1975)
- Il viaggio in cielo di mamma Kusters (Mutter Küsters' Fahrt zum Himmel), regia di Rainer Werner Fassbinder (1975)
- Die Wildente, regia di Hans W. Geißendörfer (1976)
- Hitler, un film dalla Germania (Hitler, ein Film aus Deutschland), regia di Hans-Jürgen Syberberg (1977)
- Kleinhoff Hotel, regia di Carlo Lizzani (1977)
- Foto di gruppo con signora (Gruppenbild mit Dame), regia di Aleksandar Petrović (1977)
- Despair, regia di Rainer Werner Fassbinder (1978)
- Son of Hitler, regia di Rod Amateau (1979)
- Heute spielen wir den Boß, regia di Peer Raben (1981)
- Il pendolo (Die Schaukel), regia di Percy Adlon (1983)
- Die Insel der blutigen Plantage, regia di Kurt Raab (1983)
- Die wilden Fünfziger, regia di Peter Zadek (1983)
- Die Jungfrauenmaschine, regia di Monika Treut (1988)
- Johanna D'Arc of Mongolia, regia di Ulrike Ottinger (1989)
- Malina, regia di Werner Schroeter (1991)
- Terror 2000 - Intensivstation Deutschland, regia di Christoph Schlingensief (1992)
- Erotique, ep. Taboo parlor, regia di Monika Treut (1994)
- United Trash, regia di Christoph Schlingensief (1996)
- La spia (Spionen), regia di Jens Jønsson (2019)

### Regista
- Crazy Boys (1987)
- Hab' ich nur deine Liebe (1989)
- Gossenkind (1991)
- Ein fetter Film (1992) (documentario)
- Domenica (1993)
- Hans Eppendorfer: Suche nach Leben (documentario) (1996)
- Knutschen, kuscheln, jubilieren (documentario) (1998)
- Hamlet – This is your family (2002)
- Haider lebt – 1. April 2021 (2002)
- Donauleichen (2005)
- Die toten Körper der Lebenden (2007)
- Blutsfreundschaft (2009)
- King Kongs Tränen (2010)
- Mörderschwestern (2011)
- Glaube Liebe Tod (2012)
- Diamantenfieber oder Kauf dir einen bunten Luftballon (2012)
- Sarah und Sarah (2014)
- Der letzte Sommer der Reichen (2015)